# Opera Nazionale Dopolavoro
Opera Nazionale Dopolavoro (zkratka OND) byla italská fašistická volnočasová a rekreační organizace pro dospělé, působící mezi lety 1927–1945.

## Historie
V dubnu 1925 vyhověl italský vůdce Benito Mussolini požadavku fašistických odborových svazů na vytvoření nové volnočasové organizace, a do jejího čela dosadil bývalého ředitele italského Westinghousu Maria Gianiho. odbory tento krok vnímaly jako možnost, jak soupeřit se socialisty, kteří v té době již podobné organizace měli. OND byla zpočátku koncipována jako apolitická instituce, inspirovaná YMCA, což jí pomohlo získat podporu i ze strany zaměstnavatelů. Změna přišla po dvou letech, v dubnu 1927, kdy nestranného Gianiho nahradil ve vedení OND fašistický politik Augusto Turani, který obrátil kurs organizace k podpoře fašistické strany a jejího režimu.
Ve 30. letech, pod vedením Achillea Staraceho, se z OND stala primárně rekreační organizace zaměřená na sport a ostatní tělovýchovné činnosti. Do roku 1936 zahrnovala až 80 % italského dělnictva. OND byla nejpočetnější fašistickou organizací v Itálii.

## Společenský vliv
Organizace poskytovala svým členům různé benefity, například slevy na jízdné, na vstupenky do divadla, na koncerty, sportovní utkání, a další kulturní a společenské akce. Podporovala též zájmovou činnost, například zahrádkaření, sport, turistiku a herectví. Členství bylo přístupné celé veřejnosti kromě politicky nepohodlných osob. Organizace podléhala přímo generálnímu tajemníkovi fašistické strany, v provinciích pak provinčním vůdcům. Byla organizována jak podle územního, tak podle oborového principu.
OND nikdy neměla nouzi o členy, ale podle historika Tobiase Asbeho, přestože aktivity této organizace byly dělníky oblíbeny, nikdy „neproměnily pracující v přesvědčené stoupence fašistického režimu“.
Podle Adriana Lytteltona „byly pokusy o použití OND jako prostředku pro přímou politickou indoktrinaci nebo kulturní vzestup zpravidla poraženy selháním těchto kádrů používat jazyk, kterému by jejich stoupenci mohli rozumět“. Organizace nikdy nedosáhla rozsahu nebo významu nacistických hnutí, jako bylo například „Kraft durch Freude“.

## ONB
Další organizace podobného ražení, Opera Nazionale Balilla, byla určena pro italskou mládež a umožňovala svým členům bezplatně nebo s nízkým poplatkem navštěvovat společenské akce v klubech, tančírny, sportovní zařízení, koncerty, divadelní představení, cirkusy nebo výlety do přírody. Tato organizace také finančně podporovala sportovní turnaje a festivaly.

## Vedení OND
- Mario Giani (1925–1927)
- Augusto Turati (1927–1930)
- Achille Starace (1930–1939)
- Pietro Capoferri (1939–1940)

Speciální komisař pro OND
- Vincenzo Baldazzi (1944–1945)

Po druhé světové válce byla OND přeměněna na ENAL (Ente nazionale assistenza lavoratori), která byla zrušena v roce 1978.